# Идальго (Коауила)
Идальго (исп. Hidalgo) — малый город в Мексике, штат Коауила, входит в состав одноимённого муниципалитета и является его административным центром. Численность населения, по данным переписи 2020 года, составила 1674 человека.

## Общие сведения
Дата основания поселения не известна, но оно носило название Дель-Пан. 2 августа 1886 года по указу Конгресса штата оно было переименовано в Идальго, в честь мексиканского революционера, одного из лидеров в войне за независимость — Мигеля Идальго, и получило статус вильи.